# مسیح سبز
مسیح سبز اثر نقاشی که در سال ۱۸۸۹ توسط پل گوگن در پون-آوان واقع در فرانسه کشیده شد. مسیح سبز و مسیح زرد با هم از کارهای کلیدی در نقاشی سمبولیسم هستند.
در این تابلو یک زن بریتون زیر پای مجسمه مسیح مصلوب نشان داده می‌شود. به نظر می‌رسد که این زن خود را از دو فرد دیگری که در زمینه نقاشی دیده می‌شوند پنهان کرده است. مسیح سبز او را از نظر آن دو فرد دیگر پنهان کرده است. این تابلو در موزه‌های سلطنتی هنرهای زیبای بلژیک نگه‌داری می‌شود.